# ロジャー・ニコルズ
ロジャー・ニコルズ（Roger Nichols、1940年9月7日 - 2025年5月17日）またはロジャー・ニコルスは、アメリカ合衆国モンタナ州ミズーラ生まれの作曲家、ソングライター。ヴァイオリン、ベースギター、ピアノを演奏するマルチ・プレイヤーでもある。

## 来歴
1968年にニコルズは、アルバム『Roger Nichols & The Small Circle of Friends』を発表した。その後、ニコルズとポール・ウィリアムズのコラボレーションには、もともとアメリカの銀行のコマーシャルのために書かれた「愛のプレリュード」（カーペンターズが演奏）が含まれた。彼らはジングルを書くように依頼され、それは締め切り前の最終日の数時間のうちに作曲された。
ウィリアムズが歌う同曲をテレビで聞いたリチャード・カーペンターは、潜在的なヒットの可能性を持っていると信じ、カーペンターズは1970年に彼らによるバージョンを録音し、ヒット7に至ったことで1971年の第13回グラミー賞の最優秀楽曲賞にノミネートされた。
彼は、シンガーソングライターのポール・ウィリアムズと組み、カーペンターズやスリー・ドッグ・ナイトのヒット曲を作曲した。スリー・ドッグ・ナイトによるニコルズ&ウィリアムズの曲「アウト・イン・ザ・カントリー」がトップ10に到達した。カーペンターズの「雨の日と月曜日は」はゴールドレコードとなった。
一時低迷期もあったが、76年にはポール・アンカによって歌われた「Times of Your Life」が、アダルト・コンテンポラリー・チャート（1976年1月3日～1月10日）で1位に達した。
ニコルズは、1995年に日本限定のアルバム『Roger Nichols and A Circle of Friends – Be Gentle With My Heart』をリリースした。このアルバムには、ボーカリストの Sheila O'Connell-Roussell がフィーチャーされており、「愛のプレリュード」、「愛は夢の中に」、ウィリアムズがゲストボーカルとして参加した「雨の日と月曜日は」といった彼の代表曲の一部が収録されている。
彼はまた、2007年にオリジナルの Small Circle of Friends とのアルバム『Full Circle』をリリースした。このアルバムでは、グループが集まって「アウト・イン・ザ・カントリー」や「あなたの影になりたい」といったニコルズが他のバンドに提供したヒット曲のカバーを含む、ニコルズの著作曲を収録している。2008年には、米国音楽研究家でリイシュー・プロデューサーの Steve Stanley が運営する Now Sounds レーベルより『Full Circle』の特別盤がリリースされた。この特別盤には、1960年代の未発表デモレコーディングが 5曲収録されている。
2025年5月17日夜、オレゴン州の自宅で死去。84歳没。2023年ごろからパーキンソン病を患っていたという。

## 日本での人気
1968年に発売された、アルバム『Roger Nichols & The Small Circle of Friends』は、当時日本国内盤の発売もなく、70年代にアルバムから数曲が大瀧詠一のラジオ番組『ゴー・ゴー・ナイアガラ』でオンエアされたが、日本のマーケットではほとんど認知されていなかった。
1987年、このアルバムのレコードが当時のキャニオンレコード (現ポニー・キャニオン)によって、音楽プロデューサーの長門芳郎の監修のもと世界で初めてCD化され、日本のマーケットでも広く知られるところとなった。このCDのライナーノーツを当時ピチカート・ファイヴの小西康陽が担当、ニコルズとその曲に対する愛情あふれるレビューは、90年代に渋谷系と呼ばれる音楽に携わった人々の源流となった。また、当時のソフトロックの流行に寄与した。特に「Don't Take Your Time」「Love So Fine」 といった曲は渋谷系と呼ばれたグループの多くがオマージュ作品を発表している。その日本人気にあやかった形で1995年に日本限定のアルバム『Be Gentle With My Heart』が新譜としてレコーディングされ、リリースされた。
以降も日本のマーケットに向けたアルバムが発表されており、日本企画の編集アルバムとして2016年に『トレジャリー』が、2018年に『トレジャリー・エクストラ・トラックス』がリリースされた。

## 私生活
音楽家としてのキャリアに加えて、ニコルズは宝石商としての成功も収めた。
ロジャーの兄のテッド・ニコルズも著名な作曲家で、ハンナ・バーベラ・カートゥーン・スタジオの音楽ディレクターを務めた。

## 作曲作品
- ハーパース・ビザール 「ザ・ドリフター」-  The Drifter (1968年)
- モンキーズ 「サムデイ・マン」- Someday Man (1969年)
- カーペンターズ 「愛のプレリュード」- We've Only Just Begun (1970年)
- カーペンターズ 「雨の日と月曜日は」- Rainy Days and Mondays (1971年)
- カーペンターズ 「あなたの影になりたい」- Let Me Be the One (1971年)
- カーペンターズ 「愛は夢の中に」-  I Won't Last a Day Without You (1974年: 1972年録音)
- スリー・ドッグ・ナイト 「アウト・イン・ザ・カントリー」- Out in the Country (1970年)
- ポール・アンカ 「想い出よいつまでも」- Times of Your Life (1975年)

## ディスコグラフィ

### スタジオ・アルバム
- 『ロジャー・ニコルズ&ザ・スモール・サークル・オブ・フレンズ』 - Roger Nichols & The Small Circle of Friends (1968年)
- 『ビー・ジェントル・ウィズ・マイ・ハート』 - Roger Nichols and A Circle of Friends – Be Gentle With My Heart (1995年)
- 『フル・サークル』 - Roger Nichols and The Small Circle of Friends – Full Circle (2007年)
- 『マイ・ハート・イズ・ホーム』 - Roger Nichols and The Small Circle of Friends – My Heart is Home (2012年)

#### 特別盤
- Roger Nichols and The Small Circle of Friends – Full Circle (Now Sounds, 2008年) - 5 曲のオリジナル・デモ・ボーナストラックを収録した Now Sounds レーベル盤。

### 編集アルバム
- 『トレジャリー』- Treasury (2016年)
- 『トレジャリー・エクストラ・トラックス』- Treasury Extra Tracks (2018年9月)
- 『ロジャー・ニコルス・ワークス〜スペシャル・7インチ・ボックス』- Roger Nichols Works ~ Special 7inch Box (2018年11月)